# Aube (pieśń)
Aube – starofrancuski rodzaj porannej pieśni rozstania, pokrewny prowansalskiej albie.
Aube pojawiła się w północnej Francji pod koniec XII w. Mogła stanowić kontynuację prowansalskiej alby lub powstać niezależnie od niej. Gatunek odgrywał jednak mniejszą rolę niż alba na południu Francji. Utwory tego rodzaju odnosiły się zwykle do porannego rozstania i pożegnania kochanków. W kilku zachowanych utworach pojawiły się postacie strażników, którzy w XIII w., oprócz nawoływania się i używania trąb, także śpiewali i grali na różnych instrumentach. Motyw strażnika połączony z intrygą miłosną przeszedł do wielu francuskich pieśni tanecznych.